# Carrossel
O carrossel, também conhecido como trivoli (na Região nordeste do Brasil) e maxambomba (no Rio de Janeiro), é um brinquedo próprio de feiras, festas e parques de diversões constituído de uma grande peça circular que, girando em torno de um eixo vertical, tem, em suas extremidades, figuras de madeira ou de outro material no formato de cavalos, aviões, carros etc. que servem de assento.

## Etimologia
"Carrossel" vem do francês carrousel. "Trivoli" vem de Tivoli, famoso parque de diversões em Copenhague. "Maxambomba" vem do inglês machine-pump, "bomba mecânica", através do português europeu "machimbombo", que designou um ascensor mecânico para ladeiras íngremes.  O carrossel hoje é uma atração tradicional nos parques de diversão e em outros locais infantis. 